# Welles Hoyt
William Welles "Bill" Hoyt (født 7. maj 1875 i Glastonbury, Connecticut, død 1. december 1954 i Berlin, New York) var en amerikansk atletikudøver.

## Sportskarriere
Hoyt blev toer i de amerikanske amatørmesterskaber i stangspring i 1895 og deltog derpå i de første olympiske lege i 1896 i Athen. Her stillede han op i 110 m hækkeløb, hvor han med en andenplads i sit indledende heat var kvalificeret til finalen, men valgte ikke at stille op der. Han stillede også op i stangspring, hvor blot fem deltagere var med (skønt 16 var tilmeldt). De tre græske deltagere havde alle revet ned senest på 2,60 m, mens de to amerikanske deltagere begyndte deres spring på 2,80 m. De to fulgtes ad med at klare højderne med 10 cm øgninger, indtil 3,25 m. Her kunne Albert Tyler ikke være med, mens Hoyt klarede denne højde og derpå også 3,30 m. Hoyt blev dermed den første olympiske mester i stangspring, mens Tyler blev toer og de to grækere, Evangelos Damaskos og Ioannis Theodoropoulos delte tredjepladsen.
Han blev igen nummer to ved de amerikanske mesterskaber i 1897, mens han blev delt amerikansk mester i 1898. Han personlige rekord blev på 3,46 m (1898).

## Øvrige karriere
Hoyt tog eksamen fra Harvard University og læste derpå medicin, hvor han fik sin eksamen i 1901. Først arbejdede han som læge i Chicago, men senere blev han feltlæge i den amerikanske hær og gjorde der tjeneste i Frankrig i 1918 i slutningen af første verdenskrig. Da krigen var slut, vendte han tilbage til Chicago, men snart drog han igen til Frankrig som kirurg for den amerikanske udenrigstjeneste. Han gjorde tjeneste i en række år i udlandet på den vis, inden han vendte tilbage til USA og blev praktiserende læge i Berlin i staten New York.